# Hansjörg Tauscher
Hansjörg Tauscher (ur. 15 września 1967 w Oberstdorfie) – niemiecki narciarz alpejski, mistrz świata.

## Kariera
Po raz pierwszy na arenie międzynarodowej pojawił się w 1985 roku, startując na mistrzostwach świata juniorów w Jasnej. Zdobył tam srebrny medal w zjeździe, a w gigancie zajął 21. miejsce.
Pierwsze punkty w zawodach w zawodach Pucharu Świata zdobył 8 marca 1987 roku w Aspen, zajmując 14. miejsce w supergigancie. Na podium zawodów tego cyklu jedyny raz stanął 11 stycznia 1992 roku w Garmisch-Partenkirchen, gdzie rywalizację w zjeździe zakończył na trzeciej pozycji. W zawodach tych wyprzedzili go jedynie jego rodak Markus Wasmeier i Austriak Patrick Ortlieb. Poza tym najwyższe lokaty zajął dzień później w supergigancie i 6 stycznia 1989 roku w Laax w zjeździe, w obu przypadkach zajmując piątą pozycję. Najlepsze wyniki osiągnął w sezonie 1988/1989, kiedy to zajął 28. miejsce w klasyfikacji generalnej.
W 1989 roku wystąpił na mistrzostwach świata w Vail, gdzie zwyciężył w zjeździe, pokonując dwóch reprezentantów Szwajcarii: Petera Müllera i Karla Alpigera. Na rozgrywanych dwa lata później mistrzostwach świata w Saalbach zajął jedenaste miejsce w kombinacji i piętnaste w supergigancie. W swoim jedynym starcie podczas mistrzostw świata w Morioce w 1993 roku zajął 33. miejsce w zjeździe. W 1988 roku wystartował na igrzyskach olimpijskich w Calgary, gdzie był dwudziesty w tej samej konkurencji. Najlepszy wynik olimpijski osiągnął podczas igrzysk w Albertville w 1992 roku, gdzie zjazd ukończył na siódmej pozycji. Brał też udział w igrzyskach olimpijskich w Lillehammer, zajmując 21. miejsce w supergigancie i 25. miejsce w zjeździe.
Na przełomie lat 1994/1995 zakończył karierę.
Mieszka wraz z partnerką i dwójką dzieci w Oberstdorfie. Pracuje jako policjant.

## Osiągnięcia

### Igrzyska olimpijskie
| Miejsce | Dzień     | Rok  | Miejscowość | Konkurencja | Czas biegu | Strata | Zwycięzca           |
| ------- | --------- | ---- | ----------- | ----------- | ---------- | ------ | ------------------- |
| 20.     | 15 lutego | 1988 | Calgary     | Zjazd       | 1:59,63    | +4,68  | Pirmin Zurbriggen   |
| 7.      | 9 lutego  | 1992 | Albertville | Zjazd       | 1:50,37    | +1,12  | Patrick Ortlieb     |
| 21.     | 16 lutego | 1992 | Albertville | Supergigant | 1:13,04    | +2,94  | Kjetil André Aamodt |
| 25.     | 13 lutego | 1994 | Lillehammer | Zjazd       | 1:45,75    | +1,55  | Tommy Moe           |
| 21.     | 17 lutego | 1994 | Lillehammer | Supergigant | 1:32,53    | +2,18  | Markus Wasmeier     |

### Mistrzostwa świata
| Miejsce | Dzień       | Rok  | Miejscowość | Konkurencja | Czas biegu | Strata     | Zwycięzca          |
| ------- | ----------- | ---- | ----------- | ----------- | ---------- | ---------- | ------------------ |
| 1.      | 6 lutego    | 1989 | Vail        | Zjazd       | 2:10,39    | -          | -                  |
| 28.     | 8 lutego    | 1989 | Vail        | Supergigant | 1:38,81    | +2,50      | Martin Hangl       |
| 21.     | 27 stycznia | 1991 | Saalbach    | Zjazd       | 1:54,91    | +2,55      | Franz Heinzer      |
| 15.     | 23 stycznia | 1991 | Saalbach    | Supergigant | 1:26,73    | +3,15      | Stephan Eberharter |
| 11.     | 30 stycznia | 1991 | Saalbach    | Kombinacja  | 16,28 pkt  | +55,80 pkt | Stephan Eberharter |
| 33.     | 11 lutego   | 1993 | Morioka     | Zjazd       | 1:32,06    | +0,60      | Urs Lehmann        |

### Mistrzostwa świata juniorów
| Miejsce | Dzień     | Rok  | Miejscowość | Konkurencja | Czas biegu | Strata | Zwycięzca          |
| ------- | --------- | ---- | ----------- | ----------- | ---------- | ------ | ------------------ |
| 2.      | 28 lutego | 1985 | Jasná       | Zjazd       | 1:18,01    | +0,19  | Giorgio Piantanida |
| 21.     | 2 marca   | 1985 | Jasná       | Gigant      | 2:17,55    | +7,00  | Robert Žan         |

### Puchar Świata

#### Miejsca w klasyfikacji generalnej
- sezon 1986/1987: 102.
- sezon 1987/1988: 86.
- sezon 1988/1989: 28.
- sezon 1989/1990: 59.
- sezon 1990/1991: 70.
- sezon 1991/1992: 29.
- sezon 1992/1993: 63.
- sezon 1993/1994: 88.
- sezon 1994/1995: 124.

#### Miejsca na podium
1. Garmisch-Partenkirchen – 11 stycznia 1992 (zjazd) – 3. miejsce